# Semiha Borovac
Semiha Borovac (ur. 2 marca 1955 w Sarajewie) – bośniacka polityczka i prawniczka, 35. burmistrz Sarajewa, w latach 2015 minister d.s. praw człowieka i uchodźców.

## Życiorys
W 1977 ukończyła studia prawnicze na Uniwersytecie w Sarajewie, Po studiach pracowała jako urzędniczka. W 1983 awansowała na stanowisku inspektora w radzie miasta Sarajewa.Od 1992 działała w Partii Akcji Demokratycznej, w 2019 awansowała do władz centralnych partii.  W 2000 zdała egzamin adwokacko. W 2005 Rada Miasta Sarajewa wybrała Semihę Borovac 35 burmistrzem Sarajewa i zarazem pierwszą kobietą na tym stanowisku.  W marcu 2015 otrzymała tekę ministra d.s. praw człowieka i uchodźców w rządzie Denisa Zvizdicia. W 2016 podpisała porozumienie z burmistrzami miast w Bośni i Hercegowinie, zapewniając o zbudowaniu 438 domów dla rodzin, które straciły dom w czasie wojny w Bośni i Hercegowinie. Funkcję ministra sprawowała do grudnia 2019.
We wrześniu 2007 odwiedziła Kraków, gdzie spotkała się z prezydentem miasta, Jackiem Majchrowskim.
W życiu prywatnym jest mężatką (mąż Miralem), ma dwie córki.